# Dendrita (cristalografia)

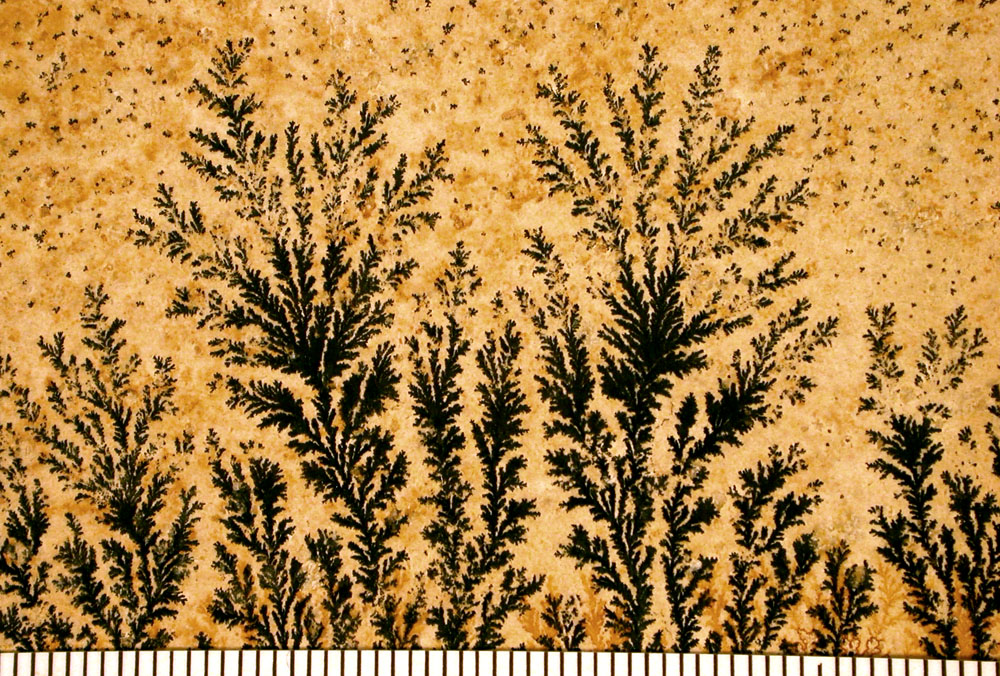
dendrites d' òxid de manganès sobre pedra calcària de Solnhofen ; Escala en mil·límetres

Les dendrites (del grec déndron "arbre") són, en metal·lografia i cristal·lografia, cristalls esquelètics amb una estructura cristal·lina en forma d'arbre o arbust.
En geologia existeixen, per exemple, com a cristal·litzacions d'òxids de ferro i manganès a les superfícies de les roques ; sovint es confonen amb fòssils de restes vegetals (pseudofòssils).

## Formació de dendrites

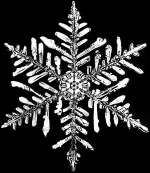
Dendrita-floc de neu

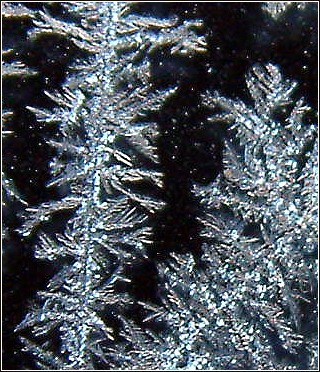
Dendrites de gel: flors de gel en un panell de la finestra

Les dendrites es formen durant la cristal·lització d'una fase de gas sobresaturada o la fusió quan l'estructura cristal·lina mostra direccions de creixement preferides i la nova substància s'uneix preferentment a les cantonades o vores del nucli cristal·lí, mentre que el creixement de les cares del cristall queda enrere.
Un exemple és el floc de neu (veure imatge de l'esquerra). Després que s'ha format un nucli, les estructures creixen al llarg de les sis [100] direccions de l'estructura de gelosia hexagonal del gel, és a dir, al llarg dels plans basals en un angle de 60° entre si. La taxa de creixement al llarg de la direcció [001] perpendicular als plans basals és baixa. Si fos gran en comparació, no s'observaria flocs de neu plans, sinó agulles de neu allargades (neu polar).
Els petits flocs de neu tenen una estructura simètrica, a diferència, per exemple, de les estructures de gel d'un panell de la finestra, vegeu la imatge de la dreta. Com que l'entorn de cristal·lització és gairebé idèntic per a tots els costats d'un petit nucli de cristal·lització a l'aire. El creixement dels sis processos és gairebé idèntic. Les interrupcions del macroentorn, com ara els canvis en la sobresaturació, afecten tots els processos per igual. Les diferències en el microambient a una escala d'uns pocs mil·límetres provoquen les subtils diferències entre els 6 arbres dendrítics. L'entorn varia de germen a germen, per això no hi ha dos flocs de neu iguals.
En la solidificació del metall fos, les dendrites es formen amb un nombre relativament reduït de nuclis i una alta velocitat de cristal·lització combinada amb una forta anisotropia de creixement del cristall, com es pot trobar, per exemple, a l'acer de fosa i solidificació. Partint de nuclis natius o estrangers, les agulles de cristall individuals creixen en direccions preferides, depenent de la dissipació de calor a la fosa. Després de curts temps de creixement, es formen més cristalls columnars en angle recte amb els transcristal·lits existents en totes direccions. Això condueix a un cristal·lit semblant a un avet que representa la dendrita a la micrografia.

## Dendrites en electròlits

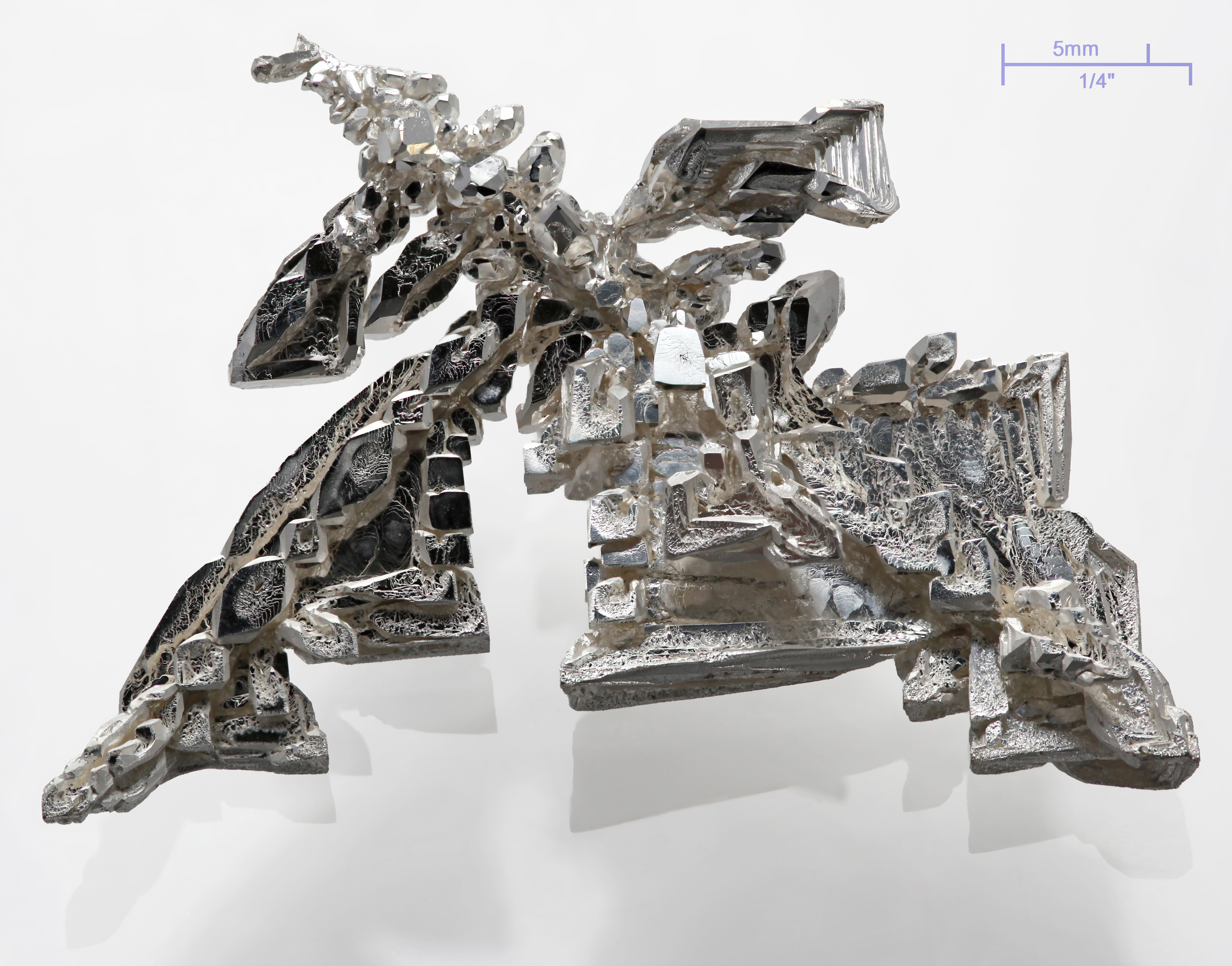
Un cristall de plata pura, produït electrolíticament amb estructures dendrítiques clarament visibles

Cristall de coure d'alta puresa dipositat electrolíticament amb una estructura dendrítica

Els processos electroquímics poden fer créixer dendrites als elèctrodes dels acumuladors. Si penetren al separador entre els elèctrodes, això provoca un curtcircuit a la cel·la, derivant en una inutilització total o, en casos menys greus, una auto-descàrrega accelerada de la cel·la.

## Formes arborescents
Les dendrites no només es poden formar durant l'electròlisi, també poden créixer estructures metàl·liques d'arbres si el metall és dipositat per un agent reductor, per exemple un metall base. Això pot donar lloc a arbres metàl·lics dendrítics, com ara arbres de plata de solucions de sal de plata.
De vegades també es formen dendritas sobre roques quan aigua amb alt contingut en ferro i manganès flueix per fissures naturals entre capes de calcària. Són producte de l'evaporació d'aquestes aigües que, en penetrar als porus de les roques, dipositen les sals dissoltes formant incrustacions i agregats típics en forma d'un arbre. Es formen en un ambient sedimentari.

## Dendrites en metalls
Aquests poden formar-se durant el refredament de metall fos, la forma es produeix per acció d'un procés de creixement ràpid al llarg d'adreces cristal·logràfiques energèticament favorables. El creixement de dendrites influeix de manera important sobre les propietats que posseeix el material resultant.
Les dendrites en general es formen en aliatges multifase. Perquè es produeixin cal que el metall fos se refredi per sota del punt de solidificació del metall. Per contra, si els ritmes de refredament són lents, el front de solidificació serà pla i estable. Però a ritmes de refredaments més ràpids, la solidificació es pot fer de manera tan ràpida que la concentració de l'aliatge al front de solidificació serà diferent de la concentració mitjana en el sistema. Aquest augment de la concentració origina un punt de fusió més elevat que impedeix la solidificació a prop del front. La solidificació també allibera energia, cosa que s'oposa a la solidificació. A una petita distància del front de solidificació, la concentració és més favorable al procés de solidificació, a més que la temperatura és menor. Això augmenta la velocitat de solidificació en els punts més prominents, fet que produeix la formació de la dendrita. Cal destacar que una interfície corba és menys favorable des d'un punt de vista energètic, per tant les dendrites en aquest cas seran molt menys agudes.
Si el metall es refreda lentament, la nucleació de nous cristalls és menor que a grans subrefredaments. Les dendrites produïdes seran de majors dimensions. Per contra, un cicle de refredament ràpid amb un gran subrefredament augmentarà la quantitat de nuclis i, per tant, reduir la mida de les dendrites que es produeixin (i sovint produeixen grans de menors dimensions).

## Mineralogia i paleontologia

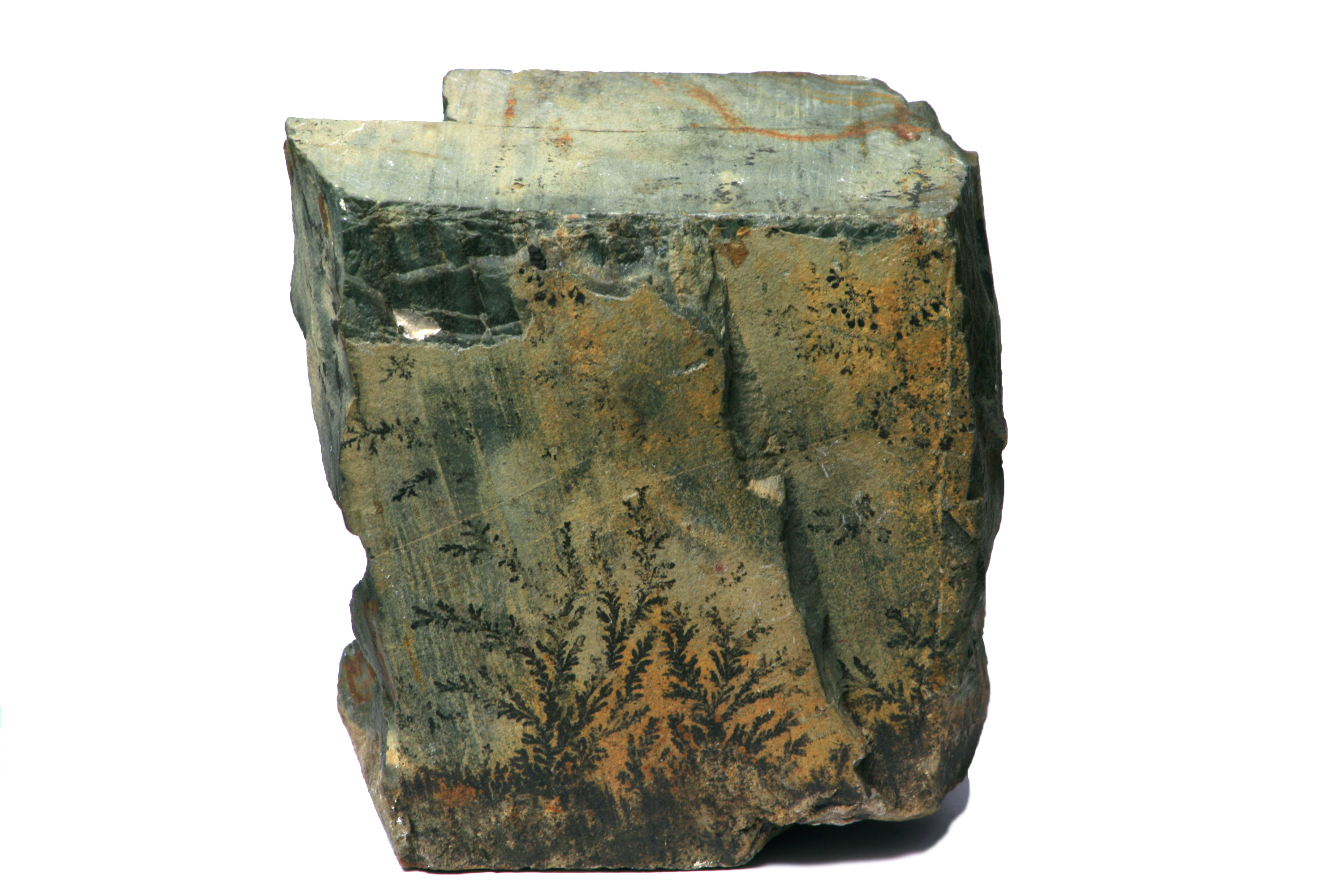
Exemple de dendrita d'òxids de manganès, mal anomenada pirolusita.

A la paleontologia, sovint es confonen cristalls minerals dendrítics amb restes fòssils. Aquests pseudofòssils es formen quan fissures naturals de la roca acumulen solucions minerals que percolen a través de la roca. Les mateixes es formen quan aigua rica en manganès i ferro flueix per fractures i llits entre capes de calcària i altres roques, dipositant cristalls dendrítics en fluir. Diversos òxids de manganès i hidròxids participen en aquest procés, com ara:
- birnessita (Na ₄ Mn 14 O 27 ·9H ₂ O)
- coronadeta (PbMn ₈ O 16)
- criptomelana (KMn ₈ O 16)
- hollandita (BaMn ₈ O 16)
- romaneteta ((Ba,H ₂ O)Mn ₅ O 10)
- totrokita ((Ba,Mn,Mg,Ca,K,Na) ₂ Mn ₃ O ₁₂ ·3H ₂ O)

La identificació visual del mineral és impossible, i fins i tot és difícil la identificació per difracció de raigs x. Actualment no es coneixen dendrites que continguin pirolusita.
Una forma tridimensional de dendrita es forma a les fissures de quars, formant àgata moss.